# Silo pallipes
Silo pallipes är en nattsländeart som först beskrevs av Fabricius 1781.  Silo pallipes ingår i släktet Silo och familjen grusrörsnattsländor. Arten är reproducerande i Sverige. Inga underarter finns listade i Catalogue of Life.